# Eilidh Sinclair
Pour les articles homonymes, voir Sinclair.
Pas d'image ? Cliquez ici

a Compétitions nationales et continentales officielles uniquement.

b Matchs officiels uniquement.
Dernière mise à jour le 1 juin 2025.
Eilidh Sinclair, née le 6 juillet 1995 à Kirkcaldy (Écosse), est une joueuse internationale écossaise évoluant au poste d'ailier.

## Biographie
Eilidh Sinclair naît le 6 juillet 1995 à Kirkcaldy en Écosse.
En 2022, elle évolue en club aux Exeter Chiefs. Elle compte 18 sélections en équipe d'Écosse quand elle est retenue en septembre 2022 pour disputer la Coupe du monde de rugby à XV en Nouvelle-Zélande sous les couleurs de son pays.